# Vespadelus caurinus
Vespadelus caurinus é uma espécie de morcego da família Vespertilionidae. Endêmica da Austrália.